# 1995 en Belgique
Chronologie de la Belgique
- 1991
- 1992
- 1993
- 1994
- 1995
- 1996
- 1997
- 1998
- 1999

Cette page recense des événements qui se sont produits durant l'année 1995 du calendrier grégorien en Belgique.

## Chronologie

### Janvier
- 1er janvier : création des provinces du Brabant flamand et du Brabant wallon, issues de la scission de l'ancienne province de Brabant.

### Mars
- 1er mars : suppression du service militaire obligatoire.

### Mai
- 21 mai : élections législatives fédérales et régionales. La coalition composée des démocrates-chrétiens  et des socialistes garde la majorité absolue. En vertu des réformes constitutionnelles, le nombre de sièges à la Chambre passe de 212 à 150.

### Juin
- 3 et 4 juin : visite du pape Jean-Paul II, qui béatifie le Père Damien.
- 18 juin : une explosion de gaz fait 16 morts et 3 blessés dans un restoroute d'Eynatten, dans la province de Liège.
- 23 juin : prestation de serment du gouvernement Dehaene II.

## Culture

### Architecture

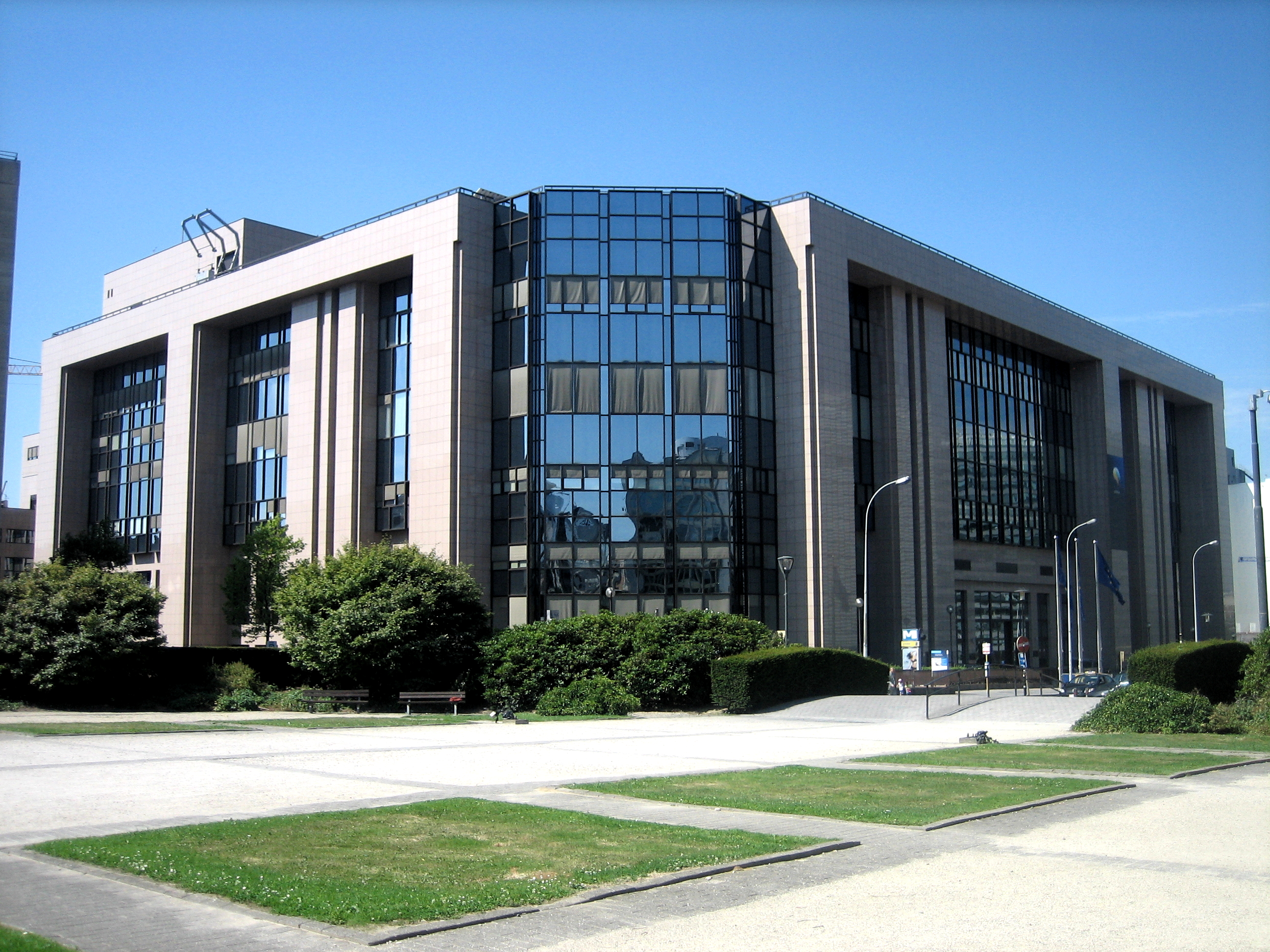
Bâtiment Justus Lipsius (Quartier européen)

### Littérature
- Prix Rossel : Patrick Roegiers, Hémisphère nord (Seuil).

## Sciences
- Prix Francqui : Claude d'Aspremont Lynden (économie, UCL).

## Naissances
- 5 février : Adnan Januzaj, joueur de football.
- 18 avril : Divock Origi, joueur de football.

## Décès
- 17 septembre : Jean Gol, homme politique (° 8 février 1942).

## Statistiques
- Population totale au 1er janvier 1995 : 10 130 574 habitants[1].